# Apollónios z Tyany
Apollónios z Tyany (asi 4–96 po Kr.) byl původem řecký učenec a filozof pocházející z Malé Asie z města Tyany (dnes Kemerhisar v Kappadokii v Turecku). Informace o jeho životě pocházejí z jeho životopisu sepsaného římským spisovatelem Flaviem Filostratem. Byl přívržencem novopythagoreismu. Cestoval po celém tehdy známém světě, navštívil Mezopotámii, Indii, Egypt, Etiopii, Hispánii; často pobýval v Řecku, Římě i maloasijské Iónii. Byl vegetariánem, odsuzoval tehdy běžné zvířecí oběti, propagoval skromný a přirozený život. V souladu se svou filozofií hlásal nauku o putování duší (reinkarnaci). Během svého života měl vykonat množství zázraků, které ho proslavily a za něž získal přízvisko "božský". Jeho život i jinak vytváří zajímavou paralelu s jeho současníkem Ježíšem Kristem. Mezi zaznamenané zázraky patří i vzkříšení mrtvé dcery jednoho váženého římského občana. Apollónios měl také několik učedníků. Po své smrti byl údajně vzat na nebesa, také se prý zjevoval svým věrným. V Tyaně mu byl římskými císaři zřízen chrám.